# Tom és Jerry – A varázsgyűrű
A  Tom és Jerry – A varázsgyűrű (eredeti cím: Tom and Jerry: The Magic Ring) 2001-ben megjelent amerikai 2D-s számítógépes animációs film, amely a Tom és Jerry című rajzfilmsorozat első része. Az animációs játékfilm rendezője James Tim Walker, producere Tom Minton. A forgatókönyvet Tim Cahill és Julie McNally Cahill írta, a zenéjét J. Eric Schmidt szerezte. A film a Turner Entertainment és a Warner Bros. gyártásában készült, a Warner Home Video forgalmazásában jelent meg. Műfaja fantasy filmvígjáték. Amerikában 2002. március 12-én, Magyarországon 2002. szeptember 10-én adták ki DVD-n és VHS-en.

## Szereplők
| Szereplő     | Eredeti hang      | Magyar hang      |
| ------------ | ----------------- | ---------------- |
| Tom          | Jeff Bennett      | saját hangján    |
| Droopy       | Jeff Bennett      | Kerekes József   |
| Joey         | Jeff Bennett      | Takátsy Péter    |
| Jerry        | Frank Welker      | saját hangján    |
| Tyke         | Frank Welker      | saját hangján    |
| Chip         | Charlie Schlatter | Fekete Zoltán    |
| Butch        | Jim Cummings      | Hollósi Frigyes  |
| Ékszerész    | Jim Cummings      | Kun Vilmos       |
| Spike        | Maurice LaMarche  | Borbiczki Ferenc |
| Kóbor macska | Maurice LaMarche  | Verebély Iván    |
| Freddie      | Billy West        | Vizy György      |
| Nibbles      | Tara Strong       | Várkonyi Andrea  |
| Margaret     | Tress MacNeille   | Illyés Mari      |
| Anya         | Tress MacNeille   | Oláh Orsolya     |
| Fiú          | Maile Flanagan    | ?                |
| Rendőr       | Jess Harnell      | Németh Gábor     |

## Televíziós megjelenések
- HBO, Cartoon Network, Boomerang
- TV2